# Atropacarus inculpatus
Atropacarus inculpatus är en kvalsterart som först beskrevs av Wojciech Niedbała 1984.  Atropacarus inculpatus ingår i släktet Atropacarus och familjen Phthiracaridae. Inga underarter finns listade.